# بیلی کیدمن
بیلی کیدمن (انگلیسی: Billy Kidman؛ زادهٔ ۱۱ مهٔ ۱۹۷۴) کشتی‌گیر کشتی حرفه‌ای، و کشتی‌گیر اهل ایالات متحده آمریکا است.